# 黄谷柳
黄谷柳（1908年—1977年1月2日）。原籍广西防城，出生于越南海防，华侨第三代，中国作家。

## 生平
幼儿时，随母亲到外婆家云南河口谋生。18岁到香港当苦力，摆摊卖糖果香烟、做报社校对，工余读新闻学社夜校，开始文学创作。1947年10月，应夏衍之约，在香港《华商报》连载长篇小说《虾球传》，一夜誉满香江。